# Nationalpark Butrint
Der Nationalpark Butrint (albanisch Parku Kombëtar Butrinti) ist ein Nationalpark in Südalbanien ungefähr 25 Kilometer südlich von Saranda. Das 9424,4 Hektar große Gelände umfasst das Küstengebiet am Ionischen Meer im Süden Albaniens mit dem Butrintsee, den kleinen angrenzenden Bufisee, der Halbinsel von Ksamil, der Ebene von Vrina, den Feuchtgebieten am Vivar-Kanal und der Mündung der Pavlla und den Hügeln am Kap Stillo.

## Landmarken
Das Zentrum des Parks und seine wichtigste Attraktion bildet die antiken Stätte Butrint, die zum UNESCO-Welterbe zählt und zahlreiche Touristen anzieht. Weitere Überreste aus der Antike – römische Villen und Tempel und die bronzezeitliche Anlage Kalivo – sowie venezianische und osmanische Festungen wie die Festung des Ali Pascha gehören ebenfalls zum Nationalpark. Das Gelände mit seinen vielen Wasserflächen und Feuchtgebieten ist vor allem auch ein bedeutendes Rückzugsgebiet für Wildtiere. An der Küste des unberührten südlichen Korafi-Hügelzugs rund um das Kap Stillo und die griechische Grenze befinden sich die Bucht Gjiri i Fteliasit und die Insel Tongo.

## Geschichte
Das Schutzgebiet rund um Butrint erfuhr über die Zeit mehrere Erweiterungen – zu den wichtigsten zählen:
- 1948: Butrint wird zum Kulturdenkmal erklärt.
- 1992: Das Gebiet der antiken Stadt Butrint (16 Hektar) wird zum Weltkulturerbe der UNESCO.
- 1999: Die Schutzzone des Welterbes wird auf 2500 Hektar erweitert; sie umfasst das ganze Südende der Halbinsel, den südlichen Teil des Butrintsees, den Bufisee, den Vivar-Kanal, die Feuchtgebiete zwischen den Mündungen von Kanal und Pavlla sowie den nördlichen Teil der Vrina-Ebene südlich des Kanals.
- 2000: Das Gebiet wird zum Nationalpark erklärt.
- 2003: Der Butrintsee und die ihn umgebenden Feuchtgebiete sind seit 2003 Ramsar-Schutzgebiet; die Kernzonen des 13'500 Hektar großen Gebiets liegen innerhalb des Nationalparks.
- 2005: Der Nationalpark wird von 2500 auf 8591,2 Hektar Fläche erweitert, davon sind 3980 Hektar Kernzone; der Park umfasst den ganzen Butrintsee, die ganze Halbinsel inklusive dem Ort Ksamil, den Süden der Vurgu-Ebene nördlich des Sees, den Berg Mali i Milës (695 m ü. A.) östlich des Sees, den dazwischenliegenden Bufisee, die Vrina-Ebene bis an die Dörfer Xarra und Vrina und die ganze Küste rund um das Kap Stillo bis zur griechischen Küste.
- 2013: Der Nationalpark wird auf eine Fläche von 9424 Hektar erweitert, die Kernzone auf 3958,29 Hektar reduziert; der Park umfasst neu auch einen Meeresstreifen entlang der Küste von 1,5 Kilometern, darunter auch die Ksamil-Inseln.

## Fauna und Flora
Die Feuchtgebiete sind Lebensraum von 14 gefährdeten Tierarten, und nirgends sonst in Albanien wurden so viele Vogel- (246), Reptilien- (25) und Amphibien-Arten (10) gefunden. Daneben wurden 105 Fischarten und 39 Säugetierarten nachgewiesen. Nur in diesen Gebieten sind innerhalb Albaniens der Epirus-Wasserfrosch (Rana epeirotica), die Breitrandschildkröte (Testudo marginata), die Westliche Sandboa (Eryx jaculus) und die Taurische Eidechse (Podarcis taurica jonica) beheimatet. See und Umgebung sind zudem ein wichtiger Rastplatz für Zugvögel wie Haubentaucher, Zwergtaucher, Schellente, Blässhuhn und Tafelente. Auch seltene Meeresbewohner wie die gefährdete Unechte Karettschildkröte und vielleicht die stark gefährdete Mittelmeer-Mönchsrobbe sowie Greifvögel wie Kornweihe, Rohrweihe und Seeadler sind im respektive um den See anzutreffen.